# カリクレイン
カリクレイン(キニノゲニン、キニノゲナーゼとも、kallikrein、EC 3.4.21.34・EC 3.4.21.35)は血圧降下に関するタンパク質分解酵素の一種。血漿カリクレインと腺性カリクレインの二つに分類される。タンパク質としてはセリンプロテアーゼ、エンドプロテアーゼに分類される。

## 概要
キニノーゲンのペプチド結合を加水分解し、キニン(ブラジキニンないしカリジン)を作り出す。これらキニンは血圧を下げるオータコイドである。血漿カリクレインは血液凝固第XIIa因子(ハーゲマン因子)により活性化され、アナフィラキシーショックの血圧降下に関係しているといわれている。腺性カリクレインは薬品として用いられている。
血漿カリクレインは、血漿中に存在する。またヒトのほとんどの組織、特に腎臓、膵臓、顎下腺に多く、膵液、尿中にも含まれる。ヒトカリクレインの遺伝子は第10染色体のp13.4にあるKLKで、酵素ファミリーを形成している。

## 循環系作用酵素製剤として
カリジノゲナーゼ（Kallidinogenase）含有製剤が市販されている。健康なブタの膵臓から得た酵素で、キニノーゲンを分解し、キニンを遊離する作用がある。
高血圧症、メニエール症候群、閉塞性血栓血管炎（ビュルガー病）による末梢循環障害の改善および更年期障害、脈絡膜の循環障害の改善に使用される。脳出血直後等の新鮮出血時の患者には血管拡張作用により出血を助長するおそれがあるため禁忌。